# 5454 Kojiki
5454 Kojiki eller 1977 EW5 är en asteroid i huvudbältet som upptäcktes den 12 mars 1977 av de båda japanska astronomerna Hiroki Kōsai och Kiichirō Furukawa vid Kiso-observatoriet i Japan. Den är uppkallad efter japans äldsta bevarade bok, Kojiki.
Asteroiden har en diameter på ungefär 16 kilometer och den tillhör asteroidgruppen Nocturna.